# Rivula cognata
Rivula cognata är en fjärilsart som beskrevs av George Francis Hampson 1912. Rivula cognata ingår i släktet Rivula och familjen nattflyn. Inga underarter finns listade.